# Left Behind (Lost)
 For alternative betydninger, se Left Behind (flertydig). (Se også artikler, som begynder med Left Behind)
"Left Behind" er det 62. afsnit af tv-serien Lost. Episoden blev instrueret af Karen Gaviola og skrevet af Damon Lindelof & Elizabeth Sarnoff. Det blev første gang udsendt 4. april 2007, og karakteren Kate Austen vises i afsnittets flashbacks.